# 卡梅涅茨湖
57°01′59″N 28°51′53″E / 57.03306°N 28.86472°E

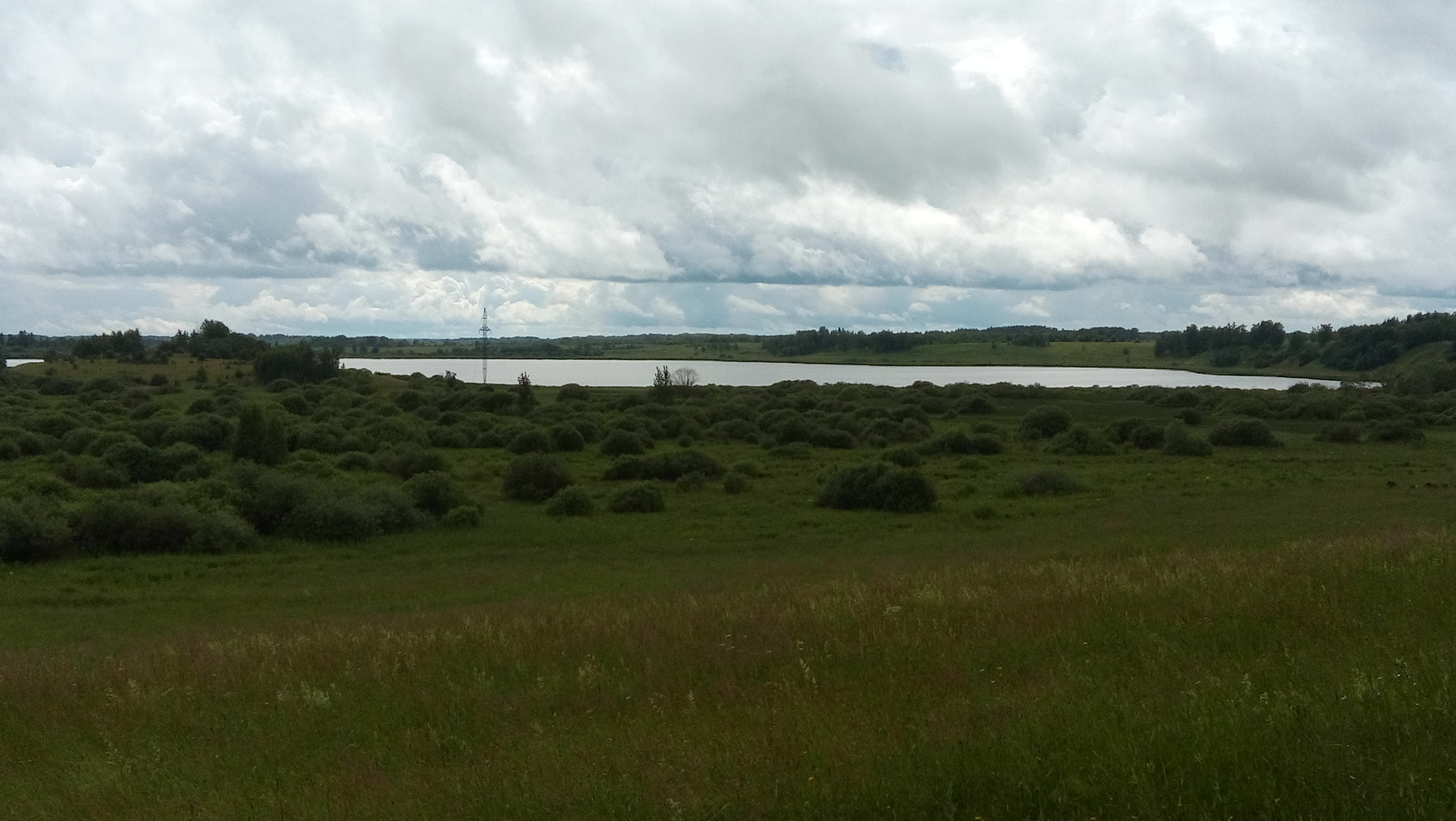

卡梅涅茨湖（俄语：Каменец），是俄羅斯的湖泊，位於該國西北部，由普斯科夫州負責管轄，處於普希金山莊區，面積0.8平方公里，集水區面積3.1平方公里，平均水深4米，最大水深6米。